# ديكلان ميرفي
ديكلان ميرفي (بالإنجليزية: Declan Murphy)‏ هو فارس أيرلندي، ولد في 5 مارس 1966.